# Eleocharis lepta
Eleocharis lepta är en halvgräsart som beskrevs av Charles Baron Clarke. Eleocharis lepta ingår i släktet småsäv, och familjen halvgräs. Inga underarter finns listade i Catalogue of Life.